# Ternstroemiopsis
Ternstroemiopsis là một chi thực vật có hoa trong họ Pentaphylacaceae.

## Loài
Chi Ternstroemiopsis gồm các loài: